# Бердашен (област Ширак)
Вижте пояснителната страница за други значения на Бердашен.
Бердашен (на арменски: Բերդաշեն) е село и община в Армения, област Ширак. Според Националната статистическа служба на Армения през 2012 г. има 275 жители.

## Демография
Броят на населението в годините 1886–2004 е както следва: